# Governors Island

Plano de Governors Island.

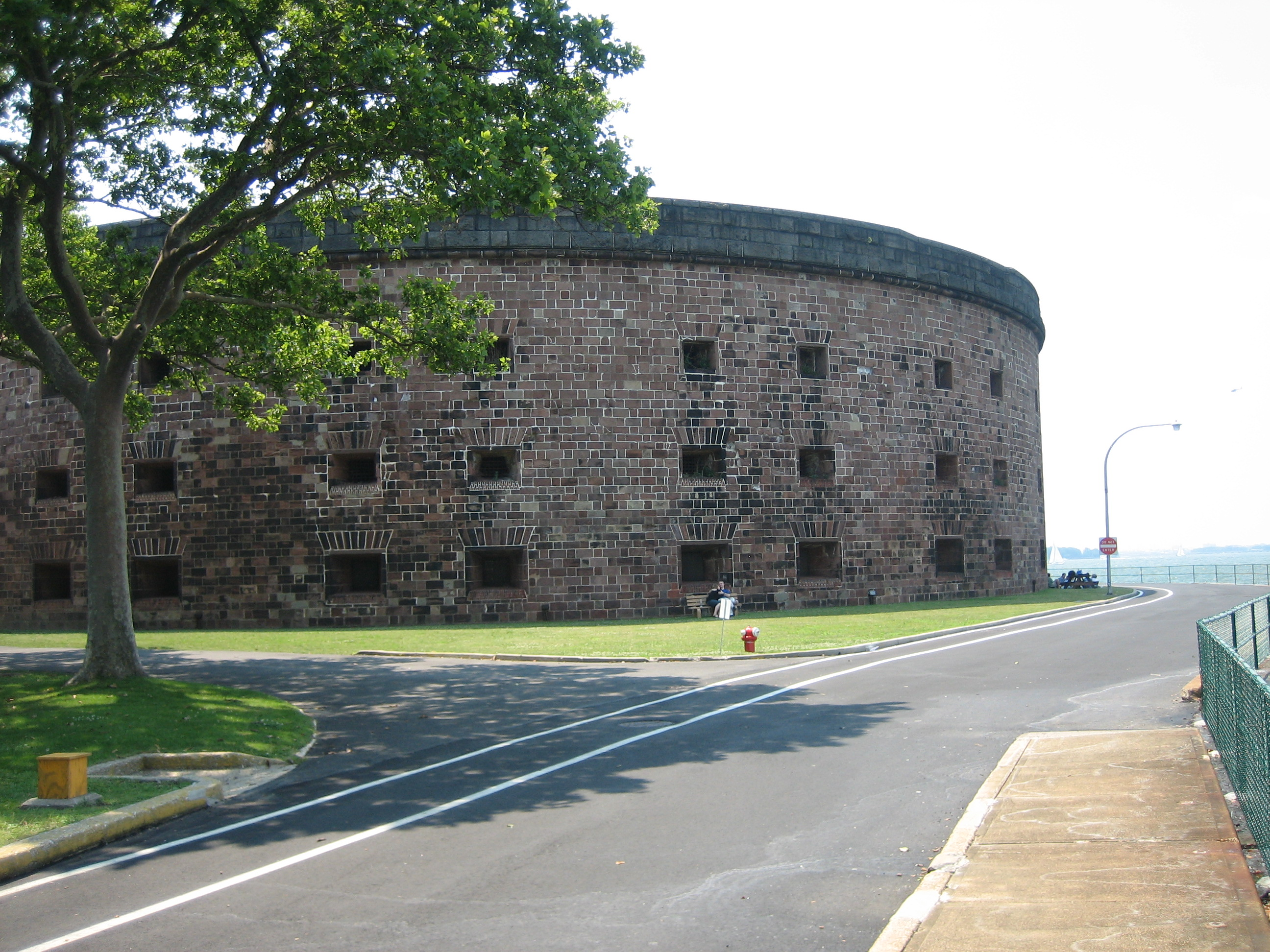
Castle Williams.

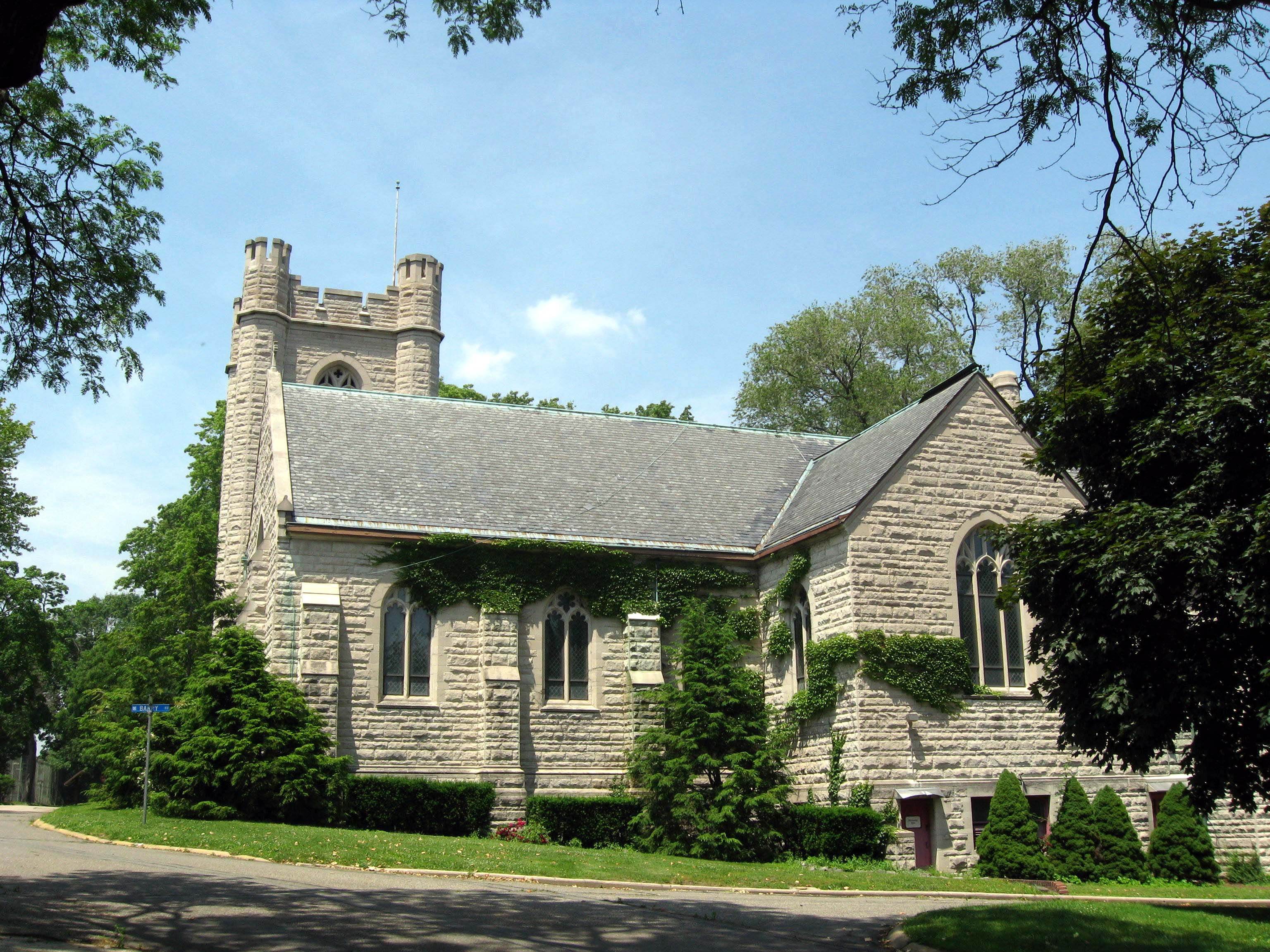
Capilla de St Cornelius.

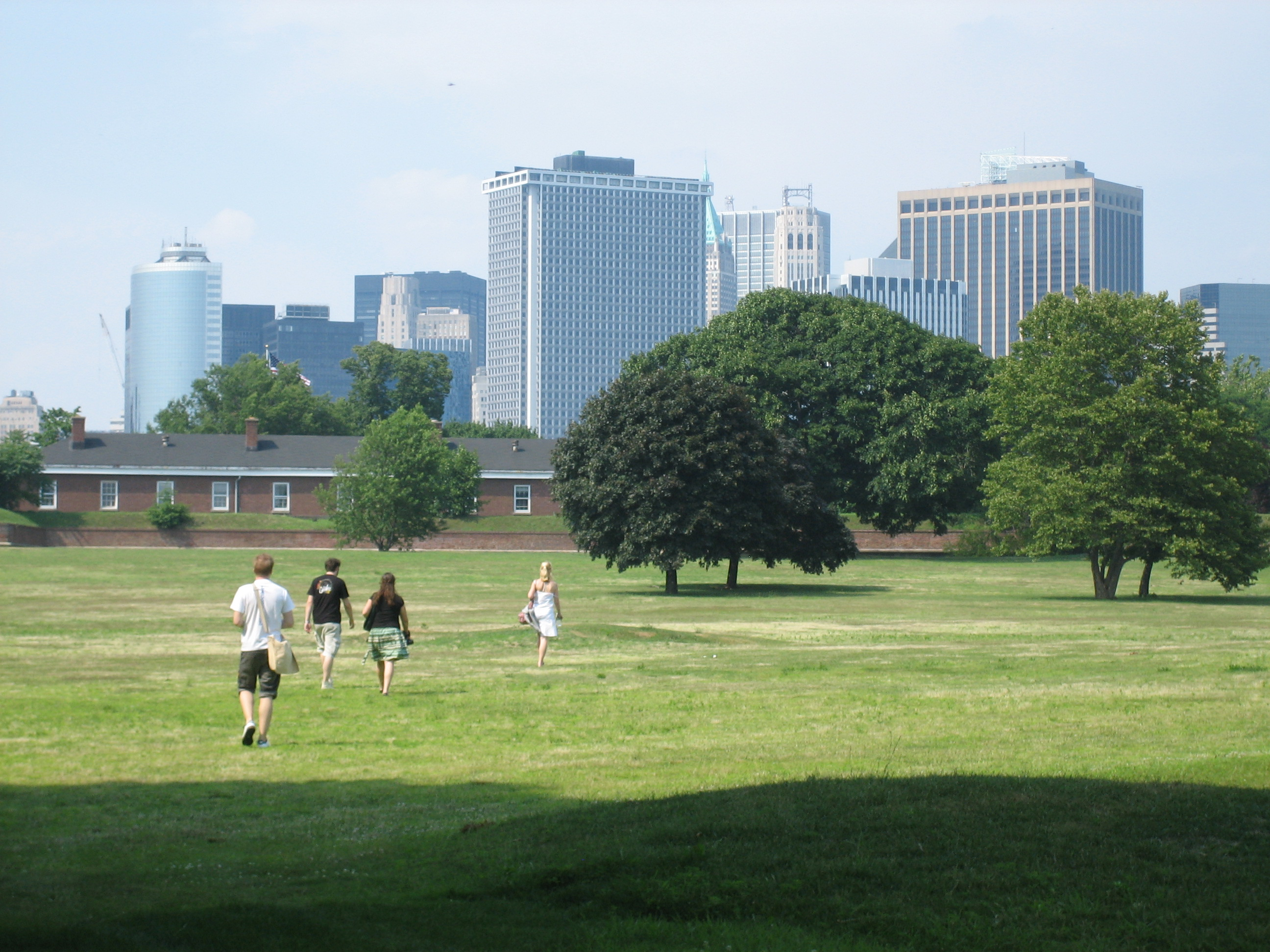
Mirando al norte a través de Fort Jay con los rascacielos de Lower Manhattan al fondo.

Governors Island (del inglés que significa literalmente «isla de los gobernadores») es una isla de 86 hectáreas, situada en la bahía de Nueva York, aproximadamente a 1 km al sur de Manhattan. Está separada de Brooklyn por el Buttermilk Channel. De 1776 a 1996, fue una base del Ejército estadounidense, y de los guardacostas. El origen de su nombre data de 1698, cuando Nueva York era una colonia inglesa, la asamblea colonial había reservado la isla para el uso exclusivo de los gobernadores de Nueva York.
En 2001, las dos fortificaciones históricas y sus cercanías fueron constituidos monumentos nacionales. El Estado de Nueva York administra la isla, pero una decena de hectáreas están bajo la jurisdicción del Servicio de Parques Nacionales. El monumento no permanece abierto al público habitualmente, sólo de junio al primer lunes de septiembre (Labor Day). Se puede acceder por transbordador desde la punta sur de Manhattan.

## Historia de la isla

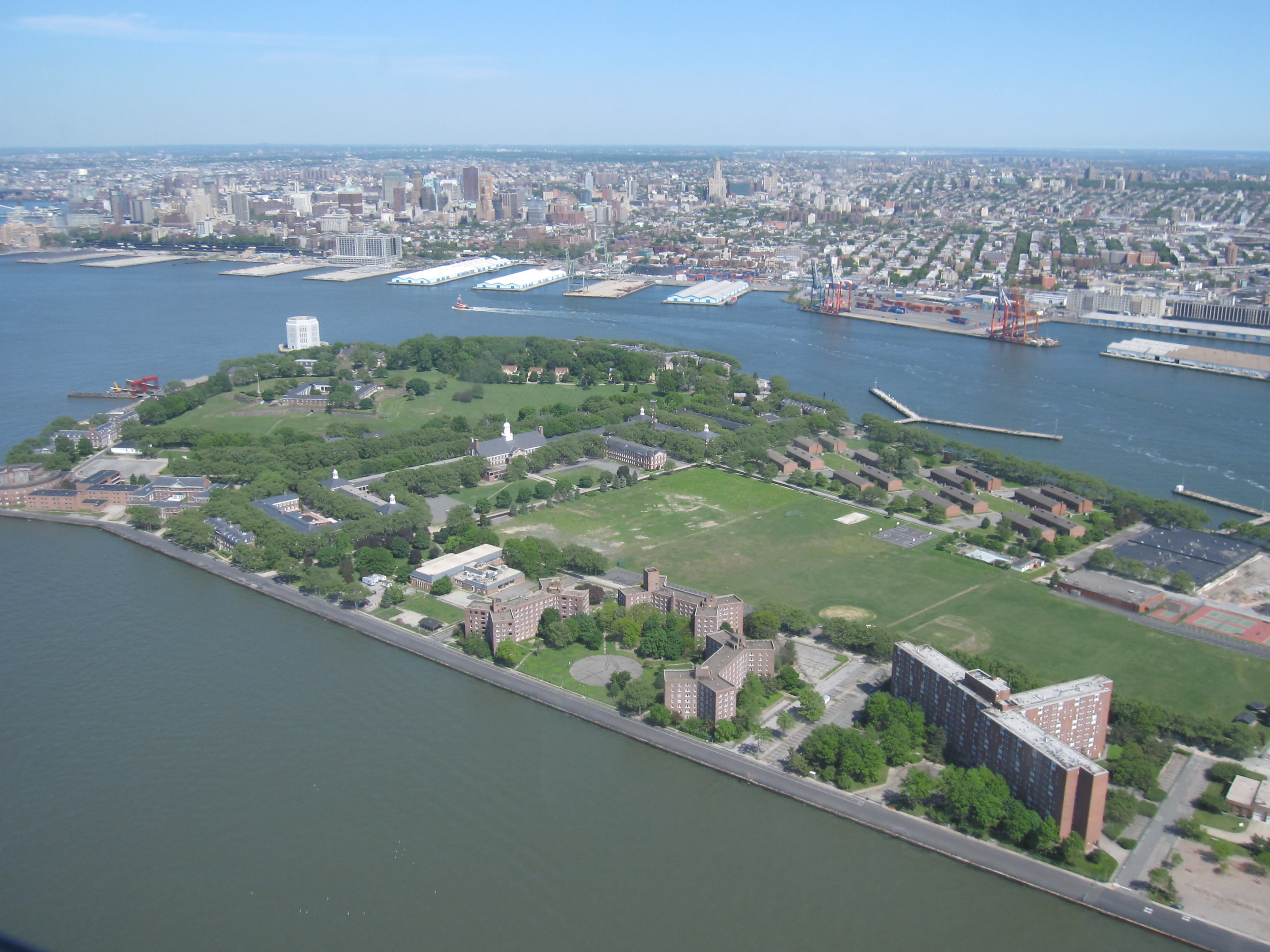
Vista aérea de Governors Island

Era utilizada, por la tribu amerindia de los Lenapes, como lugar de cultivo y pesca. Fue el primer punto de instalación de la Compañía Neerlandesa de las Indias Occidentales, antes de que esta decidiese trasladarse a Manhattan para establecer Nueva Ámsterdam. La isla se llamaba entonces Noten Eylant. Algunos años más tarde, fue recomprada por Wouter Van Twiller, gobernador de Nueva Holanda. Cuando los ingleses se apoderaron de la ciudad, fue rebautizada como Nueva York. En 1776, durante el comienzo de la revolución estadounidense, George Washington ordenó, justo antes de la batalla de Long Island, que se fortificase la isla con ayuda de obras en tierra. La artillería situada en la isla permitió cubrir la retirada del ejército estadounidense naciente, salvando así la revolución estadounidense de un fin prematuro. Pero Nueva York continuó estando, hasta el final del conflicto, bajo el dominio de los británicos que hicieron de ella una base para sus operaciones sobre el continente.
Con la independencia estadounidense en 1783, la ciudad de Nueva York y la nación estadounidense estaban incitadas a prevenir toda la ocupación de la ciudad, así como la utilización por una potencia enemiga de sus vías fluviales estratégicas. Entonces, se construyeron dos fortificaciones los años que precedieron a la guerra de 1812. La primera, el Fort Jay, es un bastión, empezado en 1790, construido sobre el emplazamiento de las antiguas fortificaciones de tierra. El segundo fuerte, Castle Williams, es un búnker redondo finalizado en 1811. Los dos fuertes se encuentran entre los mejor conservados del sistema de fortificaciones costeras de los EUA.
Durante la guerra de secesión, Castle Williams fue usado como prisión de los soldados confederados, mientras que Fort Jay retuvo a oficiales sudistas. Después de la guerra, Castle Williams se utilizó como prisión militar como Fort Leavenworth o Alcatraz.
En 1878 las instalaciones militares de la isla, llamadas colectivamente Fort Colombus, fueron un centro administrativo importante del ejército. La isla tuvo un importante papel en los legendarios vuelos de los hermanos Wright en 1909. En 1939, el cuartel del primer ejército se instaló en la isla. En 1966, al trasladarse el ejército se instalaron los guardacostas. El cierre de la base en 1998 puso fin a dos siglos de ocupación federal de la isla.
En 1988, las conversaciones entre el saliente presidente estadounidense Ronald Reagan, y el presidente electo Bush y el primer secretario del PCUS Mijaíl Gorbachov tuvieron lugar en la isla.